# 新朝官制
新朝官制是中國新朝的官制。由於新朝正值王莽改制，而官制亦為改制重點，故新朝官制多變，官名及職責也十分複雜。新朝官制上承西漢官制，下启东汉官制，故欲了解该朝官制，必先对两汉官制有所了解。对于一些基本官职及相关知识，请见西漢官制及东汉官制。玆依序擇要介紹如下。

## 西漢末年的官制改革
新朝的官制上承西漢。自西漢居攝年間起，王莽便開始推行改制。而官制也相應發生變化。比如居攝元年（6年）正月，“置柱下五史，秩如御史，聽政事，侍旁記疏言行。”此為中低級官員的變化。
又如，居攝元年（6年）三月己丑，立宣帝玄孫嬰為皇太子，號曰孺子。以王舜為太傅左輔，甄豐為太阿右拂，甄邯為太保後承。又置四少，秩皆二千石。其中太阿一官為始創，可參見西漢太傅、太師、太保、太阿列表。此為高級官員的變化。

## 始建國年間的官制改革
新朝建立后，始建國元年正月朔，王莽建立了一整套建立在原西漢官制基礎上的新的官制。其重點是十一公、九卿、二十七大夫、八十一元士。中央官制由此發生重大變革，而地方官制變化不大。

### 中央官制改革

#### 十一公
公是新朝所奉五等爵中的最高一等爵位，故與下文提到的卿、大夫、元士的性質不同。“十一公”是新朝初年所封的十一位高官，按官職來説，包括四輔、三公、四將。新朝始建國元年正月朔（9年），王莽按照哀章所獻金匱内記錄的姓名立十一公。其中“四輔，位上公。”十一公列表如下：
| 分類 | 新朝爵位 | 新朝官職 | 姓名 | 原封漢朝爵位 | 原任漢朝官職               |
| ---- | -------- | -------- | ---- | ------------ | -------------------------- |
| 四輔 | 安新公   | 太師     | 王舜 | 安陽侯       | 太傅、左輔、驃騎將軍       |
| 四輔 | 就新公   | 太傅     | 平晏 | 就德侯       | 大司徒                     |
| 四輔 | 嘉新公   | 國師     | 劉歆 | 紅休侯       | 少阿、羲和、京兆尹         |
| 四輔 | 美新公   | 國將     | 哀章 |              |                            |
| 三公 | 承新公   | 大司馬   | 甄邯 | 承陽侯       | 太保、後承                 |
| 三公 | 章新公   | 大司徒   | 王尋 | 丕進侯       |                            |
| 三公 | 隆新公   | 大司空   | 王邑 | 成都侯       | 步兵將軍                   |
| 四將 | 廣新公   | 更始將軍 | 甄豐 | 廣陽侯       | 大阿、右拂、大司空、衞將軍 |
| 四將 | 奉新公   | 衞將軍   | 王興 |              |                            |
| 四將 | 成新公   | 立國將軍 | 孫建 | 成武侯       | 輕車將軍                   |
| 四將 | 崇新公   | 前將軍   | 王盛 |              |                            |

這十一公中，“王興者，故城門令史。王盛者，賣餅。莽案符命求得此姓名十餘人，兩人容貌應卜相，徑從布衣登用，以視神焉。”“餘皆拜為郎。是日，封拜卿大夫、侍中、尚書官凡數百人。諸劉為郡守，皆徙為諫大夫。”
對於新封的四輔、三公所司職責，王莽在所發策命中稱：
| 日月星辰   | 嶽   | 職位 | 典       | 煒       | 考                                                           |
| ---------- | ---- | ---- | -------- | -------- | ------------------------------------------------------------ |
| 歲星司肅   | 東嶽 | 太師 | 典致時雨 | 青煒登平 | 考景以晷                                                     |
| 熒惑司悊   | 南嶽 | 太傅 | 典致時奧 | 赤煒頌平 | 考聲以律                                                     |
| 太白司艾   | 西嶽 | 國師 | 典致時陽 | 白煒象平 | 考量以銓                                                     |
| 辰星司謀   | 北嶽 | 國將 | 典致時寒 | 玄煒和平 | 考星以漏                                                     |
| 月刑元股左 |      | 司馬 | 典致武應 |          | 考方法矩。主司天文，欽若昊天，敬授民時，力來農事，以豐年穀。 |
| 日德元厷右 |      | 司徒 | 典致文瑞 |          | 考圜合規。主司人道，五敎是輔，帥民承上，宣美風俗，五品乃訓。 |
| 斗平元心中 |      | 司空 | 典致物圖 |          | 考度以繩。主司地里，平治水土，掌名山川，衆殖鳥獸，蕃茂草木。 |

四將中的更始將軍僅在一年之後便為寧始將軍所代。始建國二年（10年），更始將軍甄豐因符命案自殺，故“以初睦侯姚恂為寧始將軍”，而已自殺的甄豐的更始將軍一職則無人接替。天鳳六年（19年）春，“莽見盜賊多，乃令太史推三萬六千歲歷紀，六歲一改元，布天下。下書曰：「……復以寧始將軍為更始將軍，以順符命。易不云乎？『日新之謂盛德，生生之謂易。』（李竒曰：「易道生諸當生者也。」師古曰：「下繫之辭。體化合變，故曰日新。」）予其饗哉！」欲以誑燿百姓，銷解盜賊。衆皆笑之。”
十一公有掾屬。如天鳳元年（14年），“莽即真，尤備大臣，抑奪下權，朝臣有言其過失者，輒拔擢。孔仁、趙博、費興等以敢擊大臣，故見信任，擇名官而居之。公卿入宮，吏有常數，太傅平晏從吏過例，掖門僕射苛問不遜，戊曹士收繫僕射。（應劭曰：「莽自以土行，故使太傅置戊曹士。士，掾也。」蘇林曰：「士者，曹掾，屬公府，諸曹次第之名也。」師古曰：「應說是。」）莽大怒，使執法發車騎數百圍太傅府，捕士，即時死。大司空士夜過奉常亭，亭長苛之，告以官名，亭長醉曰：「寧有符傳邪？」士以馬箠擊亭長，亭長斬士，亡，郡縣逐之。家上書，莽曰：「亭長奉公，勿逐。」大司空邑斥士以謝。”上述太傅之戊曹士及大司空士可为十一公掾屬的代表。

##### 太師犧仲、太傅犧叔、國師和仲、國將和叔
《書·堯典》中，有羲仲、羲叔、和仲、和叔，分宅東、南、西、北。王莽以此為名，於天鳳元年（14年）為號東、南、西、北四嶽的四輔置屬官，其方位一一對應。
天鳳元年（14年），“國將哀章頗不清，莽為選置和叔，（師古曰：「特為置此官。」）敕曰：「非但保國將閨門，當保親屬在西州者。」諸公皆輕賤，而章尤甚。”據此，則四輔的此种屬官當置於天鳳元年。此後此四官見於記載者多有。如地皇二年（21年）三輔盜賊麻起，……遣太師犧仲景尚、更始將軍護軍王黨將兵擊青、徐，國師和仲曹放助郭興擊句町。地皇三年（22年）二月，赤眉殺太師犧仲景尚。天鳳六年（19年）是時，關東飢旱數年，力子都等黨衆寖多。更始將軍廉丹擊益州不能克，徵還。更遣復位後大司馬護軍郭興、庸部牧李曅擊蠻夷若豆等，太傅犧叔士孫喜清潔江湖之盜賊。而匈奴寇邊甚。

#### 卿、大夫、元士
與十一公同時，又置大司馬司允，大司徒司直，大司空司若，位皆孤卿。同時又將原來漢朝的官名更名。更名之後，有九卿、二十七大夫、八十一元士。九卿分屬三公。其情況列表如下：
| 原漢朝官名 | 新朝官名            | 大夫           | 元士             |
| ---------- | ------------------- | -------------- | ---------------- |
|            | 大司馬司允          | 一卿置大夫三人 | 一大夫置元士三人 |
|            | 大司徒司直          | 一卿置大夫三人 | 一大夫置元士三人 |
|            | 大司空司若          | 一卿置大夫三人 | 一大夫置元士三人 |
| 大司農     | 羲和 （後更為納言） | 一卿置大夫三人 | 一大夫置元士三人 |
| 大理       | 作士                | 一卿置大夫三人 | 一大夫置元士三人 |
| 太常       | 秩宗                | 一卿置大夫三人 | 一大夫置元士三人 |
| 大鴻臚     | 典樂                | 一卿置大夫三人 | 一大夫置元士三人 |
| 少府       | 共工                | 一卿置大夫三人 | 一大夫置元士三人 |
| 水衡都尉   | 予虞                | 一卿置大夫三人 | 一大夫置元士三人 |
| 合計       | 九卿                | 二十七大夫     | 八十一元士       |

王莽所立九卿與西漢的九卿不同，增加了大司馬司允，大司徒司直，大司空司若，並將水衡都尉更名予虞，提升其地位；而從九卿行列中消失的則有西漢的光祿勳、衞尉、太僕、宗伯。其中，光祿勳、衞尉、太僕被列入六監。

#### 六監
始建國元年設六監，位皆上卿。六監列表如下：
| 原漢朝官名 | 新朝官名 | 職責                     |
| ---------- | -------- | ------------------------ |
| 光祿勳     | 司中     |                          |
| 太僕       | 太御     |                          |
| 衞尉       | 大衞     |                          |
| 執金吾     | 奮武     |                          |
| 中尉       | 軍正     |                          |
| ——         | 大贅     | 主乗輿服御物，後又典兵秩 |

#### 五司大夫等
又置司恭大夫、司徒大夫、司明大夫、司聦大夫、司中大夫及誦詩工、徹膳宰，“以司過。”“令王路設進善之旌，非謗之木，敢諫之鼓。諫大夫四人常坐王路門受言事者。”故上述五司大夫等官員皆為監察官。

#### 五威將帥
新朝始建國元年（9年）秋，“遣五威將王竒等十二人班符命四十二篇於天下。”“五威將奉符命，齎印綬，王侯以下及吏官名更者，外及匈奴、西域，徼外蠻夷，皆即授新室印綬，因收故漢印綬。賜吏爵人二級，民爵人一級，女子百戶羊酒，蠻夷幣帛各有差。大赦天下。”始建國二年（10年），“五威將帥七十二人還奏事，漢諸侯王為公者，悉上璽綬為民，無違命者。封將為子，帥為男。”
五威將是奉有上述對内、對外特殊使命的官員。“五威將乗乾文車，駕坤六馬，背負鷩鳥之毛，服飾甚偉。每一將各置左、右、前、後、中帥，凡五帥。衣冠車服駕馬，各如其方面色數。（師古曰：「色者，東方青，南方赤也。數者，若木數三，火數二之類也。」）將持節，稱太一之使；帥持幢，稱五帝之使。”又稱始建國二年“五威將帥七十二人還奏事。”可見五威將帥中，將12人，帥60人，共計72人。《史記·封禪書》：「天神貴者太一，太一佐曰五帝。」據此，五威將帥可能的情況如下：
| 太一 | 太一之使 | 衣冠車服駕馬                   | 節         | 五帝之使 | 五帝 | 色 | 數 | 幢 |
| ---- | -------- | ------------------------------ | ---------- | -------- | ---- | -- | -- | -- |
| 太一 | 五威將   | 乗乾文車 駕坤六馬 背負鷩鳥之毛 | 新使五威節 | 左帥     | 青帝 | 青 | 三 | 幢 |
| 太一 | 五威將   | 乗乾文車 駕坤六馬 背負鷩鳥之毛 | 新使五威節 | 右帥     | 白帝 | 白 | 四 | 幢 |
| 太一 | 五威將   | 乗乾文車 駕坤六馬 背負鷩鳥之毛 | 新使五威節 | 前帥     | 赤帝 | 赤 | 二 | 幢 |
| 太一 | 五威將   | 乗乾文車 駕坤六馬 背負鷩鳥之毛 | 新使五威節 | 後帥     | 玄帝 | 玄 | 一 | 幢 |
| 太一 | 五威將   | 乗乾文車 駕坤六馬 背負鷩鳥之毛 | 新使五威節 | 中帥     | 黃帝 | 黃 | 五 | 幢 |
| 總計 | 十二人   |                                |            | 六十人   |      |    |    |    |

#### 五威司命、中城四關將軍
新朝始建國元年（9年）冬，“置五威司命，中城四關將軍。司命司上公以下，中城主十二城門。”此處的十二城門指新朝首都常安的十二城門。王莽策命統睦侯陳崇為五威司命，其辭曰：
策命統睦侯陳崇曰：「咨爾崇。
夫不用命者，亂之原也；
大姦猾者，賊之本也；
鑄偽金錢者，妨寶貨之道也；
驕奢踰制者，兇害之端也；
漏泄省中及尚書事者，『機事不密則害成』也；
拜爵王庭，謝恩私門者，禄去公室，政從亡矣：
凡此六條，國之綱紀。是用建爾作司命，『柔亦不茹，剛亦不吐，不侮鰥寡，不畏強圉』，帝命帥繇，統睦于朝。
五威司命及中城四關將軍列表如下：
| 官名         | 姓名 | 爵位   |                     | 職責               |
| ------------ | ---- | ------ | ------------------- | ------------------ |
| 五威司命     | 陳崇 | 統睦侯 |                     |                    |
| 五威中城將軍 | 崔發 | 說符侯 | 重門擊柝 ，以待暴客 | 中德旣成，天下說符 |
| 五威前關將軍 | 王級 | 明威侯 | 繞霤之固，南當荊楚  | 振武奮衞，明威于前 |
| 五威後關將軍 | 王嘉 | 尉睦侯 | 羊頭之阸，北當趙燕  | 壼口捶扼，尉睦于後 |
| 五威左關將軍 | 王竒 | 堂威侯 | 肴黽之險，東當鄭衛  | 函谷批難，掌威于左 |
| 五威右關將軍 | 王福 | 懷羌子 | 汧隴之阻，西當戎狄  | 成固據守，懷羌于右 |

#### 左伯、右伯
始建國二年（10年），更始將軍甄豐之子甄尋（時為侍中京兆大尹、茂德侯）因爲不滿父親封賞過低，“即作符命，言新室當分陝，立二伯。以豐為右伯，太傅平晏為左伯，如周召故事。”（顏師古曰：「分陝者，欲依周公、召公故事，自陝以東周公主之，自陝以西召公主之。陝即今陝州，是其地也。）王莽即從之，拜甄豐為右伯；隨即因甄尋作符命妄稱黃皇室主為其妻而収捕甄尋，符命案爆發，甄尋逃亡，甄豐自殺。“尋隨方士入華山，歲餘捕得，辭連國師公歆子侍中東通靈將、五司大夫隆威侯棻，棻弟右曹長水校尉伐虜侯泳，大司空邑弟左關將軍堂威侯竒，及歆門人侍中騎都尉丁隆等，牽引公卿黨親列侯以下，死者數百人。”《尚书·舜典》说：舜“流共工于幽州，放驩兜于崇山，窜三苗于三危，殛鲧于羽山，四罪而天下咸服。”王莽仿照舜罰共工等的舊例，“流棻于幽州，放尋于三危，殛隆于羽山，皆驛車載其屍傳致云。”

#### 太子的師、友、祭酒
始建國三年（11年），“為太子置師友各四人，秩以大夫。以故大司徒馬宮為師疑，故少府宗伯鳳為傅丞，博士袁聖為阿輔，京兆尹王嘉為保拂，是為四師；故尚書令唐林為胥附，博士李充為犇走，諫大夫趙襄為先後，中郎將廉丹為禦侮，是為四友。又置師友祭酒及侍中、諫議、六經祭酒各一人，凡九祭酒，秩上卿。琅邪左咸為講春秋、潁川滿昌為講詩、長安國由為講易、平陽唐昌為講書、沛郡陳咸為講禮、崔發為講樂祭酒。遣謁者持安車印綬，即拜楚國龔勝為太子師友祭酒，勝不應徵，不食而死。”
| 分类   | 新朝官职 | 新朝官职   | 姓名           | 原任新朝官职 | 原任汉朝官职 |
| ------ | -------- | ---------- | -------------- | ------------ | ------------ |
| 四師   | 師疑     | 師疑       | 馬宮           |              | 故大司徒     |
| 四師   | 傅丞     | 傅丞       | 宗伯鳳         |              | 故少府       |
| 四師   | 阿輔     | 阿輔       | 袁聖           | 博士         |              |
| 四師   | 保拂     | 保拂       | 王嘉           | 京兆尹       |              |
| 四友   | 胥附     | 胥附       | 唐林           |              | 故尚書令     |
| 四友   | 犇走     | 犇走       | 李充           | 博士         |              |
| 四友   | 先後     | 先後       | 趙襄           | 諫大夫       |              |
| 四友   | 禦侮     | 禦侮       | 廉丹           | 中郎將       |              |
| 九祭酒 | 師友祭酒 | 師友祭酒   | 龔勝（未就任） |              |              |
| 九祭酒 | 侍中祭酒 |            |                |              |              |
| 九祭酒 | 諫議祭酒 |            |                |              |              |
| 九祭酒 | 六经祭酒 | 講春秋祭酒 | 左咸           |              |              |
| 九祭酒 | 六经祭酒 | 講詩祭酒   | 滿昌           |              |              |
| 九祭酒 | 六经祭酒 | 講易祭酒   | 國由           |              |              |
| 九祭酒 | 六经祭酒 | 講書祭酒   | 唐昌           |              |              |
| 九祭酒 | 六经祭酒 | 講禮祭酒   | 陳咸           |              |              |
| 九祭酒 | 六经祭酒 | 講樂祭酒   | 崔發           |              |              |

### 地方官制改革
始建國元年的改革不僅改變了中央官制，也改變了地方官制，至少是其名稱。地方官員及監察地方官員的更名情況如下：
| 原漢朝官名   | 新朝官名 | 職責 |
| ------------ | -------- | ---- |
| （郡）太守   | 大尹     |      |
| 都尉         | 大尉     |      |
| （縣）令、長 | 宰       |      |
| 御史         | 執法     |      |

### 職級改革
始建國元年又改漢朝的職級為新名稱。“車服黻冕，各有差品。”其變更情況如下：
| 原漢朝職級名稱 | 新朝職級名稱 |
| -------------- | ------------ |
| 秩中二千石     | 卿           |
| 秩二千石       | 上大夫       |
| 秩比二千石     | 中大夫       |
| 秩千石         | 下大夫       |
| 秩六百石       | 元士         |
| 秩五百石       | 命士         |
| 秩四百石       | 中士         |
| 秩三百石       | 下士         |
| 秩百石         | 庶士         |

### 以軍領政改革
始建國三年（11年），王莽又進行了一次不成功的以軍領政的實驗。“是時諸將在邊，須大衆集，吏士放縱，而內郡愁於徵發，民棄城郭流亡為盜賊，并州、平州尤甚。莽令七公六卿號皆兼稱將軍，遣著武將軍逯並等填名都，中郎將、繡衣執法各五十五人，分填縁邊大郡，督大姦猾擅弄兵者，皆便為姦於外，撓亂州郡，貨賂為市，侵漁百姓。”這些軍人在地方胡作非爲，擾亂地方行政，使得王莽不得不下書稱：「虜知罪當夷滅，故遣猛將分十二部，將同時出，一舉而決絕之矣。內置司命軍正，外設軍監十有二人，誠欲以司不奉命，令軍人咸正也。今則不然，各為權埶，恐猲良民，妄封人頸，得錢者去。毒蠚並作，農民離散。司監若此，可謂稱不？自今以來，敢犯此者，輒捕繫，以名聞。」結果這些軍人“猶放縱自若”。
這次改革在官制方面的影響在中央便是“七公六卿號皆兼稱將軍”，在地方則是中央派出的中郎將、繡衣執法各五十五人，另外內置司命軍正，外設軍監十有二人。其目的是依靠軍隊監督管理國家的官僚系統，以便穩定治安。

#### 七公六卿號稱將軍
中央的“七公六卿號皆兼稱將軍”此後一直延續下去。如地皇三年（22年）“是時下江兵盛，新巿朱鮪、平林陳牧等皆復聚衆，攻擊郷聚。莽遣司命大將軍孔仁部豫州，納言大將軍嚴尤、秩宗大將軍陳茂擊荊州……”此為冠將軍號的實例。所謂“七公六卿”應指十一公中四將（本身即為將軍）之外的四輔、三公以及九卿中除去大司馬司允、大司徒司直、大司空司若外的其餘六卿。地皇四年（23年）王莽又詔：“太師王匡、國將哀章、司命孔仁、兖州牧壽良、卒正王閎、楊州牧李聖亟進所部州郡兵，凡三十萬衆，迫措青、徐盜賊。納言將軍嚴尤、秩宗將軍陳茂、車騎將軍王巡、左隊大夫王吳亟進所部州郡兵凡十萬衆，迫措前隊醜虜。明告以生活丹青之信，復迷惑不解散，皆并力合擊，殄滅之矣！”這段敍述中，屬於四輔的太師、國將未加將軍號，而六卿中的納言、秩宗皆冠將軍。特別值得注意的是，在這段話及上面提到的地皇三年的敍述中，司命冠有將軍號，而此處則未冠。司命應指五威司命，本身並非七公六卿。

#### 中郎將、繡衣執法
中郎將、繡衣執法最早可見于始建國二年（10年）。該年，“莽意以為制定則天下自平，故銳思於地理，制禮作樂，講合六經之說。公卿旦入暮出，議論連年不決，不暇省獄訟寃結民之急務。縣宰缺者，數年守兼，一切貪殘日甚。中郎將、繡衣執法在郡國者，並乗權埶，傳相舉奏。”
按，中郎將的職責不僅涉内政，兼有對外職責。如始建國二年，“遣中郎將藺苞、戴級馳之塞下，召拜當為單于者。”始建國三年所封太子四友中，有“中郎將廉丹為禦侮”。“禦侮”其名亦似有對外征伐之意。對内者可見地皇三年（22年），“莽遣中郎將奉璽書勞丹、匡，進爵為公，封吏士有功者十餘人。”

#### 司命軍正、軍監
《漢書·王莽傳》中，司命軍正、軍監僅出現于上述文字中。其餘未詳。

## 天凤元年之後的官制改革
天凤元年（14年），王莽對地方官制及吏禄制度進行了重要改革。

### 中央官制改革

#### 左右刺姦
天鳳四年（17年），復明六筦之令。每一筦下，為設科條防禁，犯者罪至死，吏民抵罪者浸衆。又一切調上公以下諸有奴婢者，率一口出錢三千六百，天下愈愁，盜賊起。納言馮常以六筦諫，莽大怒，免常官。置執法左右刺姦。陳直據漢印指出：“王莽除京師置左右刺奸外，縣與五等分國亦置刺奸。”

#### 理軍
天鳳六年（19年）是時，關東飢旱數年，力子都等黨衆寖多。更始將軍廉丹擊益州不能克，徵還。更遣復位後大司馬護軍郭興、庸部牧李曅擊蠻夷若豆等，太傅犧叔士孫喜清潔江湖之盜賊。而匈奴寇邊甚。……又博募有竒技術可以攻匈奴者，將待以不次之位。……莽知其不可用，苟欲獲其名，皆拜為理軍，賜以車馬，待發。

#### 捕盜都尉
地皇二年（21年）三輔盜賊麻起，乃置捕盜都尉官，令執法謁者追擊長安中，建鳴鼓攻賊幡，而使者隨其後。遣太師犧仲景尚、更始將軍護軍王黨將兵擊青、徐，國師和仲曹放助郭興擊句町。轉天下穀幣詣西河、五原、朔方、漁陽，每一郡以百萬數，欲以擊匈奴。

#### 养赡
地皇三年（22年）流民入關者數十萬人，迺置養贍官禀食之。使者監領，與小吏共盜其禀，飢死者十七八。先是，莽使中黃門王業領長安市買，賤取於民，民甚患之。業以省費為功，賜爵附城。莽聞城中飢饉，以問業。業曰：「皆流民也。」乃市所賣梁飰肉羹，持入視莽，曰：「居民食咸如此。」莽信之。

#### 九虎
地皇四年（23年）莽拜將軍九人，皆以虎為號，號曰「九虎」，將北軍精兵數萬人東，內其妻子宮中以為質。時省中黃金萬斤者為一匱，尚有六十匱，黃門、鉤盾、臧府、中尚方處處各有數匱。長樂御府、中御府及都內、平準帑藏錢帛珠玉財物甚衆，（師古曰：「御府有令丞，少府之屬官也，掌珍物。中御府者，皇后之府藏也。平準令丞屬大司農，亦珍貨所在也。」）莽愈愛之，賜九虎士人四千錢。衆重怨，無鬬意。九虎至華陰回谿，距隘，北從河南至山。于匡持數千弩，乗堆挑戰。鄧曄將二萬餘人從閿郷南出棗街、作姑，破其一部，北出九虎後擊之。六虎敗走。史熊、王況詣闕歸死，莽使使責死者安在，皆自殺；其四虎亡。（師古曰：「六人敗走，二人詣闕自殺，四人亡。」）三虎郭欽、陳翬、成重收散卒，保京師倉。（師古曰：「九人之中，六人敗走，三人保倉也。京師倉在華陰灌北渭口也。翬音暉。」）

### 地方官制改革
天鳳元年（14年），“莽以周官、王制之文，置卒正、連率、大尹，職如太守；屬令、屬長，職如都尉。置州牧、部監二十五人。見禮如三公。監位上大夫，各主五郡。公氏作牧，侯氏卒正，伯氏連率，子氏屬令，男氏屬長，皆世其官，其無爵者為尹。”
据有關研究，玆列其可能情況如下：
| 原漢朝官名 | 新朝始建國官名 | 新朝天鳳官名 | 爵位   | 備註               | 人數 |
| ---------- | -------------- | ------------ | ------ | ------------------ | ---- |
|            |                | 州牧         |        | 見禮如三公         | 9    |
|            |                | 部監         | 公     | 見禮如三公         | 16   |
|            |                | 監           |        | 位上大夫，各主五郡 | 25   |
| 太守       | 大尹           | 卒正         | 侯     |                    |      |
| 太守       | 大尹           | 連率         | 伯     |                    |      |
| 太守       | 大尹           | 大尹         | 無爵者 |                    |      |
| 都尉       | 大尉           | 屬令         | 子     |                    |      |
| 都尉       | 大尉           | 屬長         | 男     |                    |      |
| 縣令 縣長  | 宰             | 宰           |        |                    |      |

这次改革将原来郡首长大尹一分为三类：卒正、連率、大尹；都尉则一分为两类：屬令、屬長。由上文可見，新朝實行的分封制和郡縣制是相互結合的，郡縣首長與受有茅土的諸侯二合一。實際上五等爵中的侯、伯、子、男（可能還包括附城）的食地皆可能暨郡縣，所以新朝所推行的分封制實際上是為郡縣制加了一層外衣，其本質仍然是郡縣制。
同时，随着六队、六尉等的建立，新朝也派出监察官员对这些队、尉进行监察。天鳳四年（17年），選用能吏侯霸等分督六尉、六隊，如漢刺史，與三公士郡一人從事。这部分内容详见新朝行政区划。
地皇二年（21年）正月，以州牧位三公，刺舉怠解，師古曰：「解讀曰懈。」更置牧監副，秩元士，冠法冠，行事如漢刺史。

### 以军领政改革
地皇元年（20年）莽見四方盜賊多，復欲厭之，又下書曰：「予之皇初祖考黃帝定天下，將兵為上將軍，建華蓋，立斗獻，內設大將，外置大司馬五人，大將軍二十五人，偏將軍百二十五人，裨將軍千二百五十人，校尉萬二千五百人，司馬三萬七千五百人，候十一萬二千五百人，當百一十二萬五千人，士吏四十五萬人，士千三百五十萬人，（晉灼曰：「自五大司馬至此皆以五乗之也。」師古曰：「晉說非也。從上計之，或五或十，或兩或三。」）應恊於易『弧矢之利，以威天下』。（師古曰：「易下繫辭曰：『弦木為弧，剡木為矢，弧矢之利，以威天下。』言所立將率，以合此意。木弓曰弧。」）予受符命之文，稽前人，將條備焉。」於是置前後左右中大司馬之位，賜諸州牧號為大將軍，郡卒正、連帥、大尹為偏將軍，屬令長裨將軍，縣宰為校尉。乗傳使者經歷郡國，日且十輩，倉無見穀以給，傳車馬不能足，賦取道中車馬，取辦於民。
据有的學者研究，此次官職與軍職的對應關係如下：
| 官職人數 | 官職   | 軍職   | 軍職人數 |
| -------- | ------ | ------ | -------- |
| 5        | 部监   | 大司馬 | 5        |
|          | 州牧   | 大將軍 | 25       |
| 125      | 卒正   | 偏將軍 | 125      |
| 125      | 連帥   | 偏將軍 | 125      |
| 125      | 大尹   | 偏將軍 | 125      |
|          | 屬令   | 裨將軍 | 1250     |
| 屬長     | 裨將軍 |        | 1250     |
| 2203     | 宰     | 校尉   | 12500    |

| 五部监 | 五大司馬 |
| ------ | -------- |
| 東部監 | 東大司馬 |
| 南部監 | 南大司馬 |
| 西部監 | 西大司馬 |
| 北部監 | 北大司馬 |
| 中部監 | 中大司馬 |

此次改革虽然新封许多军职，但大多为官僚冠以将军等名号，故实际上并不是真正的军制改革。

## 吏禄制度
天鳳三年（16年）“五月，莽下吏禄制度，曰：「予遭陽九之阸，百六之會，國用不足，民人騷動，自公卿以下，一月之禄十緵布二匹，（孟康曰：「緵，八十縷也。」師古曰：「緵音子公反。」）或帛一匹。予每念之，未甞不戚焉。今阸會已度，府帑雖未能充，略頗稍給，其以六月朔庚寅始，賦吏禄皆如制度。」四輔公卿大夫士，下至輿僚，凡十五等。僚禄一歲六十六斛，稍以差增，上至四輔而為萬斛云。
天鳳五年（18年）天下吏以不得奉禄，並為姦利，郡尹縣宰家累千金。莽下詔曰：「詳考始建國二年胡虜猾夏以來，諸軍吏及縁邊吏大夫以上為姦利增產致富者，收其家所有財產五分之四，以助邊急。」公府士馳傳天下，考覆貪饕，開吏告其將，奴婢告其主，幾以禁姦，姦愈甚。

### 保灾令
天鳳三年（16年）五月，王莽又曰：
「『普天之下，莫非王土；率土之賔，莫非王臣。』（師古曰：「莽引小雅北山之詩也。」）蓋以天下養焉。周禮膳羞百有二十品，今諸侯各食其同、國、則；（師古曰：「謂公食同，侯伯食國，子男食則也。」）辟、任、附城食其邑；（師古曰：「辟，君也。任，公主也。辟音壁。任音壬。」）公、卿、大夫、元士食其采。（師古曰：「謂因官職而食地也。」）多少之差，咸有條品。歲豐穰則充其禮，有災害則有所損，與百姓同憂喜也。其用上計時通計，天下幸無災害者，太官膳羞備其品矣；即有災害，以什率多少而損膳焉。東岳太師立國將軍保東方三州一部二十五郡；南嶽太傅前將軍保南方二州一部二十五郡；西嶽國師寧始將軍保西方一州二部二十五郡；北嶽國將衞將軍保北方二州一部二十五郡；大司馬保納卿、言卿、仕卿、作卿、京尉、扶尉、兆隊、右隊、中部左洎前七部；（服虔曰：「大司馬保此官，皆如郡守也。」晉灼曰：「左與前故特七部。」師古曰：「洎亦臮字也。臮，及也。隊音遂。此下並同。」）大司徒保樂卿、典卿、宗卿、秩卿、翼尉、光尉、左隊、前隊、中部右部有五郡；大司空保予卿、虞卿、共卿、工卿、師尉、列尉、祈隊、後隊、中部洎後十郡；及六司，六卿，皆隨所屬之公保其災害，亦以十率多少而損其禄。郎、從官、中都官吏食禄都內之委者，以太官膳羞備損而為節。諸侯、辟、任、附城、羣吏亦各保其災害。幾上下同心，勸進農業，安元元焉。」莽之制度煩碎如此，課計不可理，吏終不得禄，各因官職為姦，受取賕賂以自共給。”
十一公所保内容如下：
| 十一公            | 所保州、部、郡       | 所保卿                 | 所保六尉   | 所保六隊   |
| ----------------- | -------------------- | ---------------------- | ---------- | ---------- |
| 東岳太師 立國將軍 | 東方三州一部二十五郡 |                        |            |            |
| 南嶽太傅 前將軍   | 南方二州一部二十五郡 |                        |            |            |
| 西嶽國師 寧始將軍 | 西方一州二部二十五郡 |                        |            |            |
| 北嶽國將 衞將軍   | 北方二州一部二十五郡 |                        |            |            |
| 大司馬            | 中部左洎前七部       | 納卿、言卿、仕卿、作卿 | 京尉、扶尉 | 兆隊、右隊 |
| 大司徒            | 中部右部有五郡       | 樂卿、典卿、宗卿、秩卿 | 翼尉、光尉 | 左隊、前隊 |
| 大司空            | 中部洎後十郡         | 予卿、虞卿、共卿、工卿 | 師尉、列尉 | 祈隊、後隊 |

如按有些學者之考證，則上述十一公所保州、部、郡可能如下（其中关于西方州部的争论，请参见新朝行政区划）：
| 十一公               | 所保州   | 所保部 | 所保郡       | 備註 |
| -------------------- | -------- | ------ | ------------ | ---- |
| 東岳太師 立國將軍    | 東方三州 | 東部   | 二十五郡     |      |
| 南嶽太傅 前將軍      | 南方二州 | 南部   | 二十五郡     |      |
| 西嶽國師 寧始將軍    | 西方二州 | 西部   | 二十五郡     |      |
| 北嶽國將 衞將軍      | 北方二州 | 北部   | 二十五郡     |      |
| 大司馬 大司徒 大司空 |          | 中部   | 二十五郡     |      |
| 合計                 | 九州     | 五部   | 一百二十五郡 |      |

## 五等爵制

### 五等爵制的實行與第一次封爵（西汉居摄三年（8年））
西汉居摄三年（8年），王莽奏请太后实行五等爵制。王莽在奏疏中认为，“明聖之世，國多賢人”，并回顾了历代封国的情况，称“制禮作樂，實考周爵五等，地四等，有明文；殷爵三等，有其說，無其文。孔子曰：『周監於二代，郁郁乎文哉！吾從周。』臣請諸將帥當受爵邑者爵五等，地四等。”奏可。
其封爵情况为，“封者高為侯伯，次為子男，當賜爵關內侯者更名曰附城，凡數百人。擊西海者以「羌」為號，槐里以「武」為號，翟義以「虜」為號。”
经群臣奏，太后詔曰：「進攝皇帝子襃新侯安為新舉公，賞都侯臨為襃新公，封光為衍功侯。」

### 第二次封爵（新朝始建國元年正月朔（9年））
新朝始建國元年正月朔（9年），王莽大封爵位。該年秋，“五威將奉符命，齎印綬，王侯以下及吏官名更者，外及匈奴、西域，徼外蠻夷，皆即授新室印綬，因收故漢印綬。賜吏爵人二級，民爵人一級，女子百戶羊酒，蠻夷幣帛各有差。大赦天下。”其封爵大致可分爲如下幾類。

#### 一、王氏宗親
王莽封子王臨為皇太子，王安為新嘉辟。（顏師古曰：「辟，君也。謂之辟者，取為國君之義，音壁。」）封已故子王宇之子六人：千為功隆公，壽為功明公，吉為功成公，宗為功崇公，世為功昭公，利為功著公。
| 姓名 | 爵位       | 亲属关系          |
| ---- | ---------- | ----------------- |
| 王臨 | （皇太子） | 王莽之子          |
| 王安 | 新嘉辟     | 王莽之子          |
| 王千 | 功隆公     | 王莽之孙 王宇之子 |
| 王壽 | 功明公     | 王莽之孙 王宇之子 |
| 王吉 | 功成公     | 王莽之孙 王宇之子 |
| 王宗 | 功崇公     | 王莽之孙 王宇之子 |
| 王世 | 功昭公     | 王莽之孙 王宇之子 |
| 王利 | 功著公     | 王莽之孙 王宇之子 |

“封王氏齊縗之屬為侯，大功為伯，小功為子，緦麻為男，其女皆為任。男以「睦」、女以「隆」為號焉，皆授印韍。”
地皇二年（21年）正月，新遷王安病死。初，莽為侯就國時，幸侍者增秩、懷能、開明。懷能生男興，增秩生男匡、女曅，開明生女捷，皆留新都國，以其不明故也。（師古曰：「言侍者或與外人私通所生子女，不可分明也。」）及安疾甚，莽自病無子，為安作奏，使上言：「興等母雖微賤，屬猶皇子，不可以弃。」章視羣公，皆曰：「安友于兄弟，冝及春夏加封爵。」於是以王車遣使者迎興等，封興為功脩公，匡為功建公，曅為睦脩任，捷為睦逮任。孫功明公壽病死，旬月四喪焉。莽壞漢孝武、孝昭廟，分葬子孫其中。
天鳳五年（18年）以直道侯王涉為衞將軍。涉者，曲陽侯根子也。根，成帝世為大司馬，薦莽自代，莽恩之，以為曲陽非令稱，乃追謚根曰直道讓公，涉嗣其爵。
地皇元年（20年）七月，大風毀王路堂。復下書曰：
「乃壬午餔時，有列風雷雨發屋折木之變，予甚弁焉，予甚栗焉，予甚恐焉。伏念一旬，迷迺解矣。（師古曰：「先言列風雷雨，後言迷乃解矣，蓋取舜『納于大麓，列風雷雨不迷』以為言也。」）昔符命文立安為新遷王，臨國雒陽，為統義陽王。是時予在攝假，謙不敢當，而以為公。其後金匱文至，議者皆曰：『臨國雒陽為統，謂據土中為新室統也，冝為皇太子。』自此後，臨久病，雖瘳不平，朝見挈茵輿行。（服虔曰：「有疾以執茵輿之行也。」晉灼曰：「漢儀注皇后、倢伃乗輦，餘者以茵，四人舉以行。豈今之板輿而鋪茵乎？」師古曰：「晉說非也。此直謂坐茵褥之上，而令四人對舉茵之四角，輿而行，何謂板輿乎？」）見王路堂者，張於西廂及後閣更衣中，李竒曰：「張，帳也。」晉灼曰：「更衣中，謂朝賀易衣服處，室屋名也。」又以皇后被疾，臨且去本就舍，妃妾在東永巷。（師古曰：「言臨侍疾，故去其本所居，而來就此止息，是以妃妾在東永巷也。」）壬午，列風毀王路西廂及後閣更衣中室。昭寧堂池東南榆樹大十圍，東僵，擊東閣，閣即東永巷之西垣也。皆破折瓦壞，發屋拔木，予甚驚焉。又候官奏月犯心前星，厥有占，予甚憂之。伏念紫閣圖文，太一、黃帝皆得瑞以僊，後世裦主當登終南山。所謂新遷王者，乃太一新遷之後也。（服虔曰：「太一、黃帝欲令安追繼其後也。」）統義陽王乃用五統以禮義登陽上遷之後也。臨有兄而稱太子，名不正。宣尼公曰：『名不正，則言不順，至於刑罰不中，民無錯手足。』（師古曰：「論語載孔子對子路之言。錯，安置也，音千故反。莽追謚孔子為襃成宣尼公。」）惟即位以來，陰陽未和，風雨不時，數遇枯旱蝗螟為災，穀稼鮮耗，百姓苦飢，蠻夷猾夏，寇賊姦宄，人民正營，無所錯手足。深惟厥咎，在名不正焉。其立安為新遷王，臨為統義陽王，幾以保全二子，子孫千億，外攘四夷，內安中國焉。」

#### 二、古帝王及先賢、王氏同族
王莽封孺子嬰為定安公，“永為新室賔”，“其以平原、安德、漯陰、鬲、重丘，凡戶萬，地方百里，為定安公國。立漢祖宗之廟於其國，與周後並，行其正朔、服色。世世以事其祖宗，永以命德茂功，享歷代之祀焉。以孝平皇后為定安太后。”並改明光宮為定安館，定安太后居之。以大鴻臚府為定安公第，皆置門衞使者監領。敕阿乳母不得與語，常在四壁中，至於長大，不能名六畜。後莽以女孫宇子妻之。
王莽又封“黃帝、帝少昊、帝顓頊、帝嚳、帝堯、帝舜、帝夏禹、臯陶、伊尹”之後，以及漢後及周後。王莽既稱王氏（元城王氏）為黃帝、虞帝之後，又考證“姚、媯、陳、田、王氏凡五姓者，皆黃、虞苗裔，予之同族也。”故“其令天下上此五姓名籍于秩宗，皆以為宗室。世世復，無有所與。其元城王氏，勿令相嫁娶，以別族理親焉。”又封陳崇、田豐，分別奉胡王後、敬王後。其情況如下：
| 姓名               | 爵位               | 奉祀     | 位     |
| ------------------ | ------------------ | -------- | ------ |
| 姚恂               | 初睦侯             | 奉黃帝後 |        |
| 梁護               | 脩遠伯             | 奉少昊後 |        |
| 王千（皇孫）       | 功隆公             | 奉帝嚳後 |        |
| 劉歆               | 祁烈伯             | 奉顓頊後 |        |
| 劉疊（國師劉歆子） | 伊休侯             | 奉堯後   |        |
| 媯昌               | 始睦侯             | 奉虞帝後 |        |
| 山遵               | 裦謀子             | 奉臯陶後 |        |
| 伊玄               | 裦衡子             | 奉伊尹後 |        |
| 劉嬰               | 定安公             | 漢後     | 位為賔 |
| 姬黨               | 章平公（原封衞公） | 周後     | 位為賔 |
| 孔弘               | 章昭侯（原封宋公） | 殷後     | 位為恪 |
| 姒豐               | 章功侯             | 夏後     | 位為恪 |
| 姬就               | 裦魯子（已前定）   | 周公後   |        |
| 孔鈞               | 裦成子（已前定）   | 宣尼公後 |        |
| 陳崇               | 統睦侯             | 奉胡王後 |        |
| 田豐               | 世睦侯             | 奉敬王後 |        |

#### 三、大臣
王莽按照哀章所獻金匱内記錄的姓名立十一公。其中“四輔，位上公。”十一公列表如下：
| 分類 | 新朝爵位 | 新朝官職 | 姓名 | 原漢朝爵位 | 原漢朝官職                 |
| ---- | -------- | -------- | ---- | ---------- | -------------------------- |
| 四輔 | 安新公   | 太師     | 王舜 | 安陽侯     | 太傅、左輔、驃騎將軍       |
| 四輔 | 就新公   | 太傅     | 平晏 | 就德侯     | 大司徒                     |
| 四輔 | 嘉新公   | 國師     | 劉歆 | 紅休侯     | 少阿、羲和、京兆尹         |
| 四輔 | 美新公   | 國將     | 哀章 |            |                            |
| 三公 | 承新公   | 大司馬   | 甄邯 | 承陽侯     | 太保、後承                 |
| 三公 | 章新公   | 大司徒   | 王尋 | 丕進侯     |                            |
| 三公 | 隆新公   | 大司空   | 王邑 | 成都侯     | 步兵將軍                   |
| 四將 | 廣新公   | 更始將軍 | 甄豐 | 廣陽侯     | 大阿、右拂、大司空、衞將軍 |
| 四將 | 奉新公   | 衞將軍   | 王興 |            |                            |
| 四將 | 成新公   | 立國將軍 | 孫建 | 成武侯     | 輕車將軍                   |
| 四將 | 崇新公   | 前將軍   | 王盛 |            |                            |

這十一公中，“王興者，故城門令史。王盛者，賣餅。莽案符命求得此姓名十餘人，兩人容貌應卜相，徑從布衣登用，以視神焉。”
“天下牧守皆以前有翟義、趙明等領州郡，懷忠孝，封牧為男，守為附城。又封舊恩戴崇、金涉、箕閎、楊並等子皆為男。”
始建国四年（12年），“改十一公號，以「新」為「心」，後又改「心」為「信」。”
此後，王莽又對在位大臣時有封爵。如天鳳四年（17年）五月，莽曰：「保成師友祭酒唐林、故諫議祭酒琅邪紀逡，孝弟忠恕，敬上愛下，博通舊聞，德行醇備，至於黃髮，靡有愆失。其封林為建德侯，逡為封德侯，位皆特進，見禮如三公。賜弟一區，錢三百萬，授几杖焉。」

#### 四、諸侯及四夷
同時，“令諸侯立大夫人、夫人、世子，亦受印韍。”又曰：「天無二日，土無二王，百王不易之道也。漢氏諸侯或稱王，至于四夷亦如之，違於古典，繆於一統。其定諸侯王之號皆稱公，及四夷僭號稱王者皆更為侯。」
比如《漢書》記述始建國元年四月徐郷侯劉快起兵反叛時，提到“快兄殷，故漢膠東王，時改為扶崇公。”
始建國二年（10年），“五威將帥七十二人還奏事，漢諸侯王為公者，悉上璽綬為民，無違命者。”漢諸侯王自此削公為民。
始建國二年（10年）十一月，立國將軍孫建鑒于原漢朝劉氏在各地作亂，建議“諸劉為諸侯者，以戶多少就五等之差；其為吏者皆罷，待除於家。”王莽曰：「可。嘉新公國師以符命為予四輔，明德侯劉龔、率禮侯劉嘉等凡三十二人皆知天命，或獻天符，或貢昌言，或捕告反虜，厥功茂焉。諸劉與三十二人同宗共祖者勿罷，賜姓曰王。」“唯國師以女配莽子，故不賜姓。改定安太后號曰黃皇室主，絕之於漢也。”

#### 五、功臣
新朝始建國元年（9年）秋，“五威將奉符命，齎印綬，王侯以下及吏官名更者，外及匈奴、西域，徼外蠻夷，皆即授新室印綬，因收故漢印綬。”五威將“北出者，至匈奴庭，授單于印，改漢印文，去「璽」曰「章」。單于欲求故印，陳饒椎破之，語在匈奴傳。單于大怒，而句町、西域後卒以此皆畔。饒還，拜為大將軍，封威德子。”始建國二年（10年），“五威將帥七十二人還奏事，漢諸侯王為公者，悉上璽綬為民，無違命者。封將為子，帥為男。”
地皇元年（20年）鉅鹿男子馬適求等謀舉燕趙兵以誅莽，大司空士王丹發覺以聞。莽遣三公大夫逮治黨與，連及郡國豪傑數千人，皆誅死。封丹為輔國侯。
地皇二年（21年）上谷儲夏自請願說瓜田儀，莽以為中郎，使出儀。儀文降，未出而死。（師古曰：「上文書言降，而身未出。」）莽求其尸葬之，為起冢、祠室，謚曰瓜寧殤男，幾以招來其餘，然無肯降者。
地皇三年（22年）冬，無鹽索盧恢等舉兵反城。廉丹、王匡攻拔之，斬首萬餘級。莽遣中郎將奉璽書勞丹、匡，進爵為公，封吏士有功者十餘人。
地皇三年（22年）赤眉別校董憲等衆數萬人在梁郡，王匡欲進擊之，廉丹以為新拔城罷勞，當且休士養威。匡不聽，引兵獨進，丹隨之。合戰成昌，兵敗，匡走。丹使吏持其印韍節付匡曰：「小兒可走，吾不可！」遂止，戰死。校尉汝雲、王隆等二十餘人別鬬，聞之，皆曰：「廉公已死，吾誰為生？」馳犇賊，皆戰死。莽傷之，下書曰：「惟公多擁選士精兵，衆郡駿馬倉穀帑藏皆得自調，忽於詔策，離其威節，騎馬呵譟，為狂刃所害，烏呼哀哉！賜謚曰果公。」

### 授諸侯茅土（新朝始建國四年，即12年）
始建國四年（12年），王莽至明堂，授諸侯茅土：
（王莽）下書曰：「予以不德，襲于聖祖，為萬國主。思安黎元，在于建侯，分州正域，以美風俗。追監前代，爰綱爰紀。惟在堯典，十有二州，衞有五服。詩國十五，抪徧九州。（師古曰：「謂周南、召南、衞、王、鄭、齊、魏、唐、秦、陳、鄶、曹、豳、魯、商，凡十五國也。一曰，周南、召南、邶、鄘、衞、王、鄭、齊、魏、唐、秦、陳、鄶、曹、豳，是為十五國。」）殷頌有『奄有九有』之言。禹貢之九州無并、幽，周禮司馬則無徐、梁。帝王相改，各有云為。或昭其事，或大其本，厥義箸明，其務一矣。昔周二后受命，故有東都、西都之居。予之受命，蓋亦如之。其以洛陽為新室東都，常安為新室西都。邦畿連體，各有采任。州從禹貢為九，爵從周氏有五。諸侯之員千有八百，附城之數亦如之，以俟有功。諸公一同，有衆萬戶，土方百里。侯伯一國，衆戶五千，土方七十里。子男一則，衆戶二千有五百，土方五十里。附城大者食邑九成，衆戶九百，土方三十里。自九以下，降殺以兩，至於一成。（如淳曰：「十里為成。」）五差備具，合當一則。今已受茅土者，公十四人，侯九十三人，伯二十一人，子百七十一人，男四百九十七人，凡七百九十六人。附城千五百一十一人。九族之女為任者，八十三人。及漢氏女孫中山承禮君、遵德君、脩義君更以為任。十有一公，九卿，十二大夫，二十四元士。定諸國邑采之處，使侍中講禮大夫孔秉等與州部衆郡曉知地理圖籍者，共校治于壽成朱鳥堂。予數與群公祭酒上卿親聽視，咸已通矣。夫襃德賞功，所以顯仁賢也；九族和睦，所以襃親親也。予永惟匪解，思稽前人，將章黜陟，以明好惡，安元元焉。」以圖簿未定，未授國邑，且令受奉都內，月錢數千。諸侯皆困乏，至有庸作者。
据王莽该书及天鳳三年（16年）五月的《保灾令》，列诸侯食地于下表：
| 爵位/官職 | 爵位/官職 | 爵位/官職 | 食地等級 |
| --------- | --------- | --------- | -------- |
| 爵位      | 諸侯      | 公        | 同       |
| 爵位      | 諸侯      | 侯        | 國       |
| 爵位      | 諸侯      | 伯        | 國       |
| 爵位      | 諸侯      | 子        | 則       |
| 爵位      | 諸侯      | 男        | 則       |
| 爵位      | 辟        | 辟        | 邑       |
| 爵位      | 任        | 任        | 邑       |
| 爵位      | 附城      | 附城      | 邑       |
| 官職      | 公        | 公        | 采       |
| 官職      | 卿        | 卿        | 采       |
| 官職      | 大夫      | 大夫      | 采       |
| 官職      | 元士      | 元士      | 采       |

### 更授諸侯茅土（天鳳四年，即17年）
天鳳四年（17年）六月，更授諸侯茅土於明堂，曰：「予制作地理，建封五等，考之經蓺，合之傳記，通於義理，論之思之，至於再三，自始建國之元以來九年于茲，迺今定矣。予親設文石之平，陳菁茅四色之土，（師古曰：「尚書禹貢『苞匭菁茅』，儒者以為菁，菜名也，茅，三脊茅也。而莽此言以菁茅為一物，則是謂善茅為菁茅也。土有五色，而此云四者，中央之土不以封也。菁音精。」）欽告于岱宗泰社后土、先祖先妣，以班授之。各就厥國，養牧民人，用成功業。其在縁邊，若江南，非詔所召，遣侍于帝城者，納言掌貨大夫且調都內故錢，予其禄，公歲八十萬，侯伯四十萬，子男二十萬。」然復不能盡得。莽好空言，慕古法，多封爵人，性實遴嗇，託以地理未定，故且先賦茅土，用慰喜封者。